# Odessa... Odessa !
Pour plus de détails, voir Fiche technique et Distribution.
Odessa... Odessa ! est un film franco-israélien réalisé par Michale Boganim et sorti en 2005.

## Fiche technique
- Titre : Odessa... Odessa !
- Réalisation : Michale Boganim
- Photographie : Jakob Ihre
- Son : Antoine Brochu
- Montage : Valerio Bonelli et Koby Nathanel
- Sociétés de production : Moby Dick Films - Sara Films - Transfax Film Productions
- Pays d'origine :  France -  Israël
- Durée : 96 minutes
- Date de sortie : France - 17 août 2005

## Sélections
- Festival international du film de Moscou 2005
- Berlinale 2005 (Forum)
- Festival international du film de Göteborg 2006